# Putat (Tanah Putih)
Putat is een bestuurslaag in het regentschap Rokan Hilir van de provincie Riau, Indonesië. Putat telt 816 inwoners (volkstelling 2010).